# Pachycondyla sheldoni
Pachycondyla sheldoni är en myrart som först beskrevs av Mann 1919.  Pachycondyla sheldoni ingår i släktet Pachycondyla och familjen myror. Inga underarter finns listade i Catalogue of Life.